# Bad Girl (film, 2001)
Pour les articles homonymes, voir Bad Girl.
Pour plus de détails, voir Fiche technique et Distribution.
Bad Girl est un film documentaire franco-québécois réalisé par Marielle Nitoslawska, d'après une idée originale de Pascale Navarro et Nathalie Collard sorti en 2001,,,,,. 

## Synopsis
Bad Girl est une incursion au cœur de la pornographie au féminin. Réunissant des intervenantes issues de l'industrie pornographique, du cinéma, du féminisme, de la sexologie et de la sociologie, le film fait place à celles qui tentent de redéfinir les représentations du genre et de la sexualité féminine au sein d'une industrie mainstream à dominance masculine évaluée à plusieurs milliards de dollars,,. Guidés par la caméra de Nitoslawska, nous parcourrons la côte ouest des États-Unis et la France en passant par Montréal et le Danemark à la rencontre de réalisatrices et d'actrices porno, d'universitaires, de sexologues, de philosophes et d'entrepreneurs investis dans le domaine. Composant avec des extraits de films gravitant à la frontière de la pornographie, le film nous offre une vue d'ensemble sur les motivations et les défis rencontrés par ces femmes avides d'offrir une vision alternative et singulière de la sexualité.  
Le sujet du documentaire est inspiré des travaux des journalistes Pascale Navarro et Nathalie Collard publiés en 1996 dans l'ouvrage Interdit aux femmes. Le féminisme et la censure de la pornographie aux Éditions du Boréal.

## Fiche technique
- Titre original : Bad Girl
- Réalisation : Marielle Nitoslawska
- Scénario : Iolande Cadrin-Rossignol, Marielle Nitoslawska
- Musique : Yves Laferrière
- Photographie : Jacques Leduc
- Conception sonore : Catherine Van Der Donckt et Benoît Dame
- Montage : Monique Dartonne
- Production : Marielle Nitoslawska
- Société de production : InformAction, La Compagnie des Taxi-Brousse
- Société de diffusion : Canal+, Télé-Québec,
- Société de distribution : CinéFête
- Pays d'origine :  Canada ( Québec),  France
- Langue originale : anglais, français
- Genre : documentaire
- Durée : 52 minutes
- Classement : 18 ans et plus (érotisme)[9]
- Dates de sortie :
  - Canada : 27 avril 2001[3] (visionnement public au Hors-borde à Montréal au Québec organisé à la suite de la censure du film)
  - Canada : 21 septembre 2001[10] (sortie en salle au Québec)
  - États-Unis : janvier 2002 (première projection aux États-Unis lors du Festival Women in Cinema de Seattle)[11],[12]

## Accueil

### Censure
Initialement programmé pour la semaine de relâche, le film se retrouve dans la tourmente lorsque le directeur des programmes de Télé-Québec décide d'annuler sa diffusion à cinq jours de préavis,,. Bien que tous les partis ait été informés depuis le départ du sujet pornographique du film, la direction craint que des enfants puissent être témoins de certaines scènes sexuellement explicites qui apparaissent dans le film. Le diffuseur exige le retrait des extraits pornographiques présents dans le film, ce à quoi la réalisatrice se refuse. À la suite de son retrait de la grille horaire de Télé-Québec, les membres du périodique satirique indépendant québécois Le Couac organisent un visionnement public en présence de la réalisatrice le 27 avril 2001 à Montréal. 
Après six mois de négociation au cours desquels Nitoslawska fait sous-titrer le long-métrage en anglais dans l'espoir de le faire sortir du marché télévisuel francophone, le film est finalement diffusé en version intégrale non censurée sur les ondes de Télé-Québec à une case horaire plus tardive en octobre 2001,. Le scandale de censure entourant le film attise l'attention du public et des médias à son égard, ce que déplore la réalisatrice, qui considère que l'attention médiatique et les débats autour de la censure ont pour effet de détourner l'attention du sujet du film. À propos des cas de censure au cinéma, elle affirme que « [l]'image en soi, ce n'est rien. C'est la signification qui compte. C'est ça le cinéma ». 

### Accueil critique
La censure imposée par le diffuseur Télé-Québec fait couler beaucoup d'encre dans la presse québécoise et canadienne et attire l'attention de nombreux chroniqueurs et critiques, qui défendent le film en soulignant la qualité et l'apport social du documentaire qui aborde de manière décomplexée un sujet tabou. Le critique culturel du quotidien La Presse Marc Cassivi parle d'un « documentaire instructif et enrichissant » offrant « une vue d'ensemble intéressante, sans complaisance, de l'industrie pornographique conjuguée au féminin ». La chroniqueuse du journal Le Devoir Odile Tremblay souligne quant à elle l'apport éducatif du documentaire, qui incite le public à réfléchir aux effets collatéraux de la domination masculine dans la pornographie mainstream et à son importance en tant que phénomène social.

### Accueil du public
Le film est présenté dans le cadre du festival Magnifico tenu au cinéma Ex-Centris entre le 13 et le 17 juin 2001. 
Il prend ensuite l'affiche au cinéma Ex-Centris à Montréal à la fin septembre 2001, où il est projeté à guichet fermé pendant près de deux mois,. Sa version sous-titrée en anglais, programmée au Cinéma du Parc, reçoit également l'engouement des spectateurs anglophones. Lors de sa diffusion sur les ondes de Télé-Québec au mois d'octobre, le film génère également de bonnes cotes d'écoute. 

## Distinctions

### Sélections
- 2001 : Sélection officielle du Festival Magnifico[4]
- 2002 : Sélection officielle du Festival international canadien du film documentaire Hot Docs[17]
- 2002 : Sélection officielle du Festival Women in Cinema de Seattle[11],[19]